# Baljen
Baljen (cyr. Баљен) – wieś w Serbii, w okręgu raskim, w gminie Tutin. W 2011 roku liczyła 72 mieszkańców.